# Schloss Volkrange

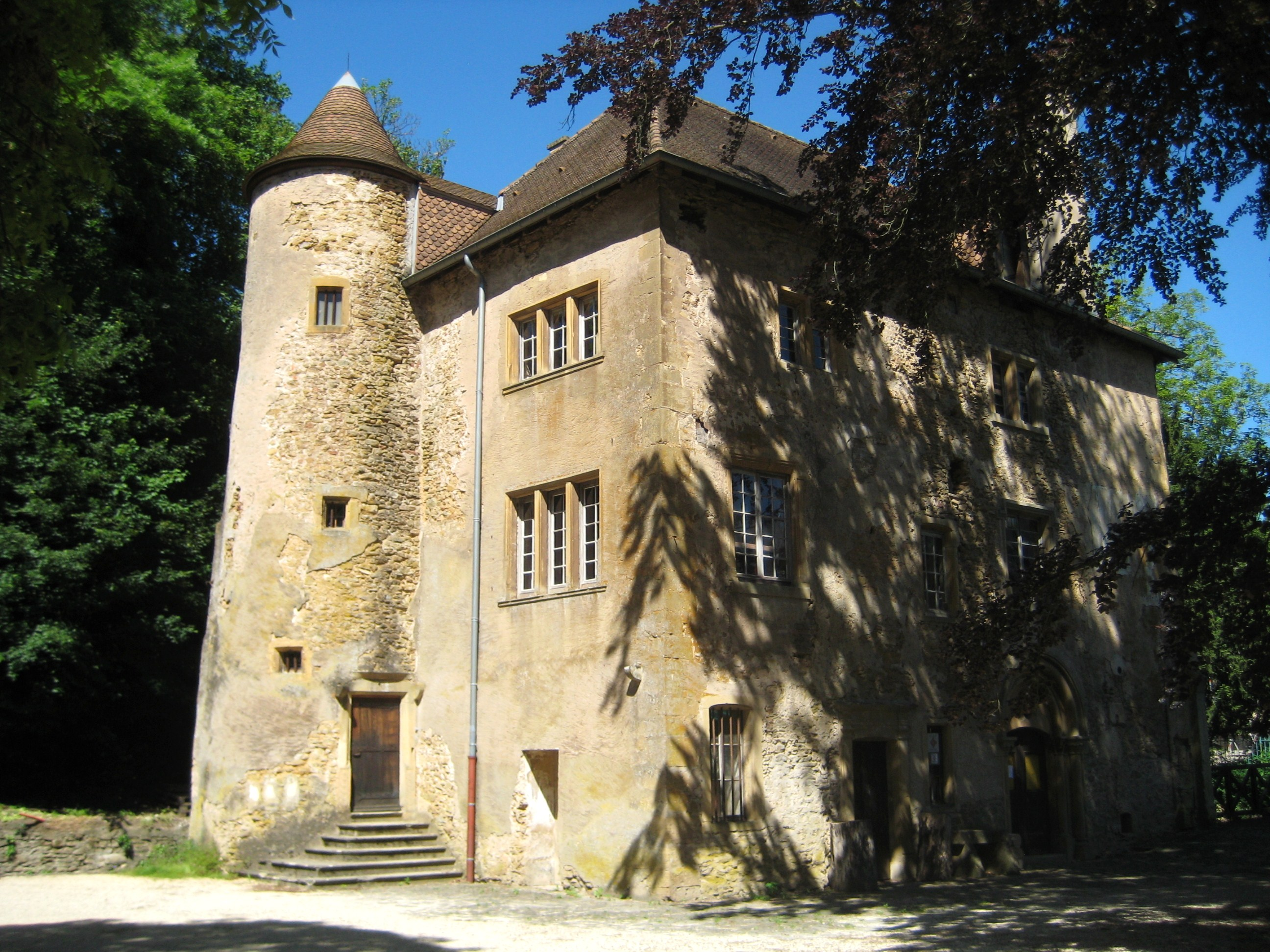
Schloss in Volkrange

Das Schloss in Volkrange, einem Ortsteil von Thionville im Département Moselle in der historischen Region Lothringen, wurde ursprünglich im 13. Jahrhundert errichtet und im 18. Jahrhundert wesentlich verändert. Das Schloss wurde im Jahr 1984 als Monument historique in die Liste der Baudenkmäler in Frankreich aufgenommen.
Die Schlossanlage mit einem 30 Hektar großen Park besteht aus dem Hauptgebäude mit runden Ecktürmen, Nebengebäuden der ehemaligen Landwirtschaft und einem Taubenturm.
Heute wird das Schloss als touristische Familienunterkunft (Village Tourisme Famille) genutzt und von der Association du château de Volkrange unterhalten. 